# MAN SL 223
MAN SL 223 — міський автобус із стандартним рівнем підлоги (нім. Standard-Linienbus) категорії M3, клас I компанії MAN Truck & Bus AG, який входить до сімейства однотипних моделей «MAN SL 263» та «MAN SL 283».
Позначення типу транспортного засобу «A74» розташоване на 4,5 та 6-му місцях VIN-коду транспортного засобу (ці дані про модифікації автобусів виробництва Man Kamyon Ve Otobus San AS, що у Туреччині, та решта технічних характеристик наведені із довідника).

## Двигуни, системи живлення тавипускні системи
Усі модифікації цієї серії обладнані шестициліндровим рядним чотиритактним дизельним двигуном MAN D0826 LOH15, робочим об'ємом 6,871 л, із турбонаддувом. Ступінь стискання — 18,0. Двигун розташований у задній частині автобуса. Максимальна потужність 162 кВт за частоти обертання колінчастого вала 2400 хв−1. Максимальний крутний момент 820 Н·м за частоти обертання колінчастого вала 1500 хв−1.
Двигун обладнаний паливним насосом високого тиску Bosh, PES 6 P 120 A 320 RS 7324 та форсунками Bosh, DLLA 154 P 492. Наддув забезпечується турбокомпресором Holset, HIE-8264 BF/H16. Для зниження рівня шуму застосовано повітряний фільтр із низьким рівнем шуму Mann & Hummel, MAN (83.08401-603).
Зазвичай, на більшості стандартних автобусів встановлено один глушник Eberspatcher, (MAN 81.15101.0291), хоча, була передбачена можливість додаткового встановлення нейтралізатора Degussa, DS 530.

## Трансмісії
Усі версії MAN SL 223 двовісні з приводом на колеса задньої осі. Автобуси могли обладнуватися як механічною, так і автоматичною гідромеханічною трансмісією.
- На варіантах із механічною трансмісією застосовані сухе однодискове зчеплення Fichtel&Sashs MFZ400 та шестиступенева механічна коробка передач із ручним перемиканням ZF, S 6-85.
- На варіантах із гідромеханічною трансмісією була передбачена можливість встановлення чотириступеневих ZF 4 HP500 чи п'ятиступеневих ZF 5 HP500 коробок передач з автоматичним перемиканням або триступеневих коробок передач Voith D851.3 чи Voith D854.3 з автоматичним перемиканням.

Головна передача — MAN, AP H09-1380 із передавальними числами 5,937 або 6,733.
|           | Передавальні числа для моделей коробок передач: |            |             |              |              |
| Передачі: | ZF S 6-85                                       | ZF 4 HP500 | ZF 5 HP 500 | Voith D851.3 | Voith D854.3 |
| І         | 6,75                                            | 3,43       | 3,43        | 6,10         | 6,10         |
| ІІ        | 3,87                                            | 2,02       | 2,01        | 1,43         | 1,43         |
| ІІІ       | 2,36                                            | 1,42       | 1,42        | 1,00         | 1,00         |
| IV        | 1,47                                            | 1,00       | 1,00        | –            | –            |
| V         | 1,00                                            | –          | 0,83        | –            | –            |
| VI        | 0,83                                            | –          | –           | –            | –            |
| З. Х.     | 6,21                                            | 4,84       | 4,84        | 5,20         | 5,20         |

## Шини
- Розмір 295/80 R22.5 або 11.00 R20
- Індекс несівної здатності 152/146
- Категорія швидкості L

## Підвіска
Підвіска передньої і задньої осей пневматична, залежна, з автоматичними регуляторами рівня підлоги та гідравлічними телескопічними амортизаторами на обох осях.

## Гальмівні системи

### Робоча
Гальмівні механізми коліс передньої й задньої осей — барабанні, обладнані механізмами компенсації зазорів між гальмовими колодками і барабанами у процесі зношування накладок з автоматичним регулюванням.
Привод — пневматичний, двоконтурний, з розподіленням контурів «по осях», обладнаний АБС І категорії.

### Запасна
Функції запасної гальмівної системи можуть виконувати будь-який із незалежних контурів робочої гальмівної системи. Разом із цим, як запасну, можна застосовувати і стоянкову гальмівну систему.

### Стоянкова
Стоянкова гальмівна система приводить в дію гальмівні механізми коліс задньої осі за допомогою пружинних енергоакумуляторів, які приводяться в дію за допомогою пневматичного привода.

### Допоміжна
Залежно від типу трансмісії:
- У автобусів із механічною трансмісією — моторне гальмо із пневматичним приводом.
- У автобусів із гідромеханічною трансмісією — вмонтований гідравлічний сповільнювач.

## Додаткове обладнання
На автобусах цієї серії передбачена можливість встановлення ASR.

## Пасажиромісткість, планування салону та службові виходи

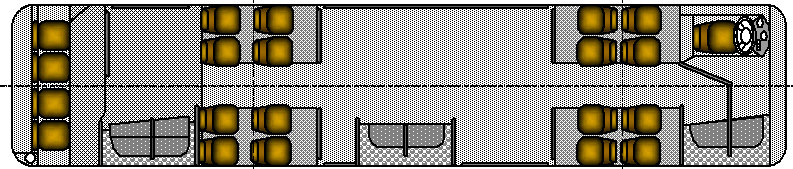
Варіант планування (20 пасажирських сидінь)

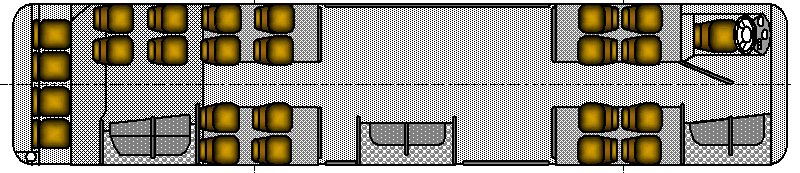
Варіант планування (24 пасажирських сидіння)

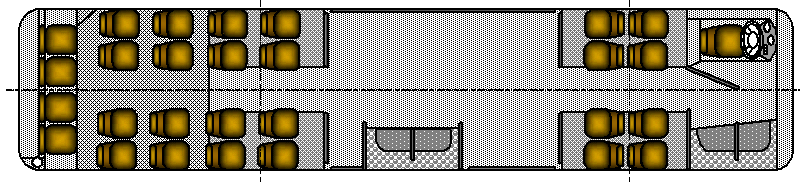
Варіант планування (28 пасажирських сидінь)

Автобуси, які входять до цієї серії, вироблялися у різних модифікаціях. Автобуси виробництва «Man Kamyon Ve Otobus San AS» вироблялися у трьох модифікаціях із різною кількістю пасажирських сидінь — або 20, або 24, або 28 та із одним місцем водія. Однак, загальна пасажиромісткість усіх модифікацій становить 121 пасажир.
Різні версії автобусів обладнувалися двома або трьома здвоєними службовими виходами та напіввідкритим або ізольованим від пасажирського салону відділенням водія. У версії автобуса із двадцятьма пасажирськими сидіннями відділення водія ізольоване від пасажирського салону, при цьому, водій має «персональний вихід» через першу секцію передніх дверей справа автобуса.